# National Louis University
La National Louis University (NLU) è un'università privata con il suo campus principale a Chicago, Illinois. La NLU iscrive studenti universitari e laureati in più di 60 programmi nei suoi quattro college. Ha sedi in tutta l'area metropolitana di Chicago e un campus regionale a Tampa, in Florida, dove serve studenti di 13 contee nella regione centrale di quello stato.
Dalla sua fondazione nel 1886, la NLU ha svolto un ruolo storico nel settore dell'istruzione. I suoi fondatori hanno contribuito ad avviare il National Kindergarten Movement, hanno contribuito a inaugurare la National Parent Teacher Association (PTA) e hanno promosso l'importanza della formazione accademica e professionale nella teoria e nella pratica dell'educazione della prima infanzia.
La NLU ha ricevuto più di 65 milioni di dollari in finanziamenti per progetti di ricerca applicata nello sviluppo urbano, nello sviluppo dell'infanzia, nel miglioramento della scuola e nella preparazione degli insegnanti. I suoi alunni hanno prestato servizio nel governo dello stato dell'Illinois e hanno ricevuto numerosi premi James Beard; 76 alunni del suo National College of Education hanno ricevuto il riconoscimento onorario dalle Golden Apple Foundations di Chicago e Rockford.

## Storia
La National Louis University (NLU) iniziò nel 1886, quando Elizabeth Harrison fondò la scuola per formare le "Kindergarteners", giovani donne insegnanti che diedero inizio al movimento di istruzione prescolastica. I requisiti della scuola diventarono un modello per i college di istruzione a livello nazionale. Nel 1893 l'università pubblicò il libro della Harrison, The Kindergarten as an Influence in Modern Civilization, in cui spiegava "come insegnare al bambino fin dall'inizio della sua esistenza che tutte le cose sono connesse [e] come condurlo a questa verità dalla sua stessa osservazione”.
Man mano che si evolveva e cresceva nel tempo, alla fine il nome dell'università fu cambiato in Chicago Kindergarten Training School (1887), Chicago Kindergarten College (1893), National Kindergarten and Elementary College (1912) e poi National College of Education (1930). La parte "Nazionale" del nome dell'università nacque quando la scuola diventò la scuola professionale dell'Associazione Nazionale degli Asili nido. L'università sosteneva il concetto di insegnamento della scuola materna e della prima istruzione in America e fu uno dei primi college per insegnanti del paese a offrire un programma quadriennale che culminasse con il diploma di laurea in istruzione.
Fino al 1925 circa, man mano che continuava a crescere ed emergeva una nuova generazione di leadership, il college si sarebbe trasferito più volte: nel 1913 il campus del National Kindergarten and Elementary College si trasferì al 2944 di South Michigan Avenue; nel 1918 Edna Dean Baker succedette alla Harrison per diventare il secondo presidente del college e il college si trasferì a Evanston, Illinois, nel 1926.
Negli anni '20 l'università collaborò con la vincitrice del Premio Nobel per la Pace Jane Addams per offrire opportunità educative alla popolazione immigrata, in gran parte povera, servita dalla Hull House.  Nel 1954 la scuola di specializzazione dell'università fu autorizzata ad offrire master e dottorati. L'università organizzò la sua offerta generale di arti liberali nel College of Arts and Sciences nel 1982 ed iniziò la sua scuola di economia e management nel 1989, offrendo sia lauree triennali che master in amministrazione aziendale.
Nel 1990 la National Louis unì il nome di National College of Education con quello del fiduciario e benefattore Michael W. Louis, figlio di Henrietta Johnson Louis. Il significativo dono di Louis guidò la transizione dal college all'università e permise all'università di espandere notevolmente i suoi programmi. La NLU comprendeva tre college: il National College of Education, il College of Arts and Sciences e il College of Management and Business. Offriva 60 programmi accademici, con diplomi che si estendevano fino al livello di dottorato. Nel 1999 lo storico Peoples Gas Building di 22 piani al 122 S. Michigan Avenue nel centro di Chicago, costruito nel 1910, diventò il luogo di punta della NLU. Progettata da Daniel Burnham, la nuova sede dell'università ospitava docenti e uffici amministrativi, una biblioteca, aule e laboratori informatici.
Nel 2006 l'università chiuse la sua ex sede principale, che aveva 2,6 ha di terreno, con circa il 66% nella città di Wilmette e il resto a Evanston. Questo sito fu sostituito dalla sua posizione attuale a Skokie. Nel 2011 l'università diventò la prima negli Stati Uniti a partecipare a uno sconto Groupon sulle quote di iscrizione al corso quando fu offerto un corso di laurea a tre crediti con uno sconto del 60% sulla solita quota di $2.232.
Il College of Arts and Sciences e il College of Management and Business furono uniti nel 2014 nel College of Professional Studies and Advancement, con i programmi organizzati nella School of Health and Human Services, nella School of Social and Behavioral Sciences e nella School di Affari e Management. Nel 2018 la National Louis University acquisì le attività del Kendall College, trasferendo i suoi programmi in materia di istruzione generale, educazione della prima infanzia, affari, gestione dell'ospitalità, arti culinarie e pasticceria e costruendo strutture completamente nuove per la scuola in una nuova acquisizione spazio al 18 di S. Michigan Ave.. Nell'estate del 2019 la NLU assunse gli ex studenti ed ex professori dell'ormai defunta Argosy University, un'istituzione a scopo di lucro che era stata bruscamente costretta a chiudere, a causa dell'interruzione degli aiuti finanziari federali. Gli studenti dell'Argosy erano rimasti senza la possibilità di continuare la loro formazione fino a quando non si presentò la possibilità per loro di trasferirsi alla NLU, che permise loro di riprendere da dove avevano interrotto con gli stessi compagni di classe e professori. Ciò includeva anche gli studenti di dottorato in Psicologia Clinica della Scuola di Psicologia Professionale dell'Illinois, che poterono così di completare i loro diplomi presso la NLU.
Nel 2015 la NLU fondò il suo Harrison Professional Pathways Program, un corso di laurea completamente nuovo volto a quei giovani con risorse limitate, ma qualificati per il college nell'area di Chicago, in particolare studenti che si diplomavano per le scuole superiori con un GPA compreso tra 2.0 e 3.0. Per aiutare gli studenti che non possono essere completamente preparati per il college, la Pathways implementa la tecnologia di apprendimento adattivo, Student Success Coaches e ambienti di didattica capovolta, in modo da personalizzare l'istruzione di ogni studente. Dalla sua fondazione il programma Pathways è cresciuto nelle iscrizioni da una classe inaugurale di 85 studenti a oltre 1.500 in cinque anni.

## Accademici
L'università è composta da quattro college distinti: The School of Professional Studies and Advancement (CPSA), il Kendall College of Culinary Arts and Hospitality Management, The National College of Education (NCE) e The Undergraduate College (UGC).
L'Undergraduate College della National Louis University è dedicato a sostenere i diplomati delle scuole superiori svantaggiati ma qualificati per ricevere un'istruzione a un costo di iscrizione ridotto. Questi studenti possono scegliere tra una qualsiasi delle opzioni di laurea dell'università. Per rendere le lezioni accessibili esse vengono insegnate in molte modalità, tra cui faccia a faccia, ibrida e online.
Il National College of Education (NCE) della NLU è la scuola più antica dell'Università ed è il luogo in cui gli studenti possono studiare nei suoi distinti programmi universitari e post-laurea, nelle tre grandi aree di: preparazione degli insegnanti, leadership educativa e avanzamento e specializzazione degli educatori.
La CPSA è composta dalle scuole di medicina e servizi sociali, dalla scuola di scienze sociali e comportamentali e dalla scuola di economia e gestione. Gli studenti possono perseguire un M.B.A. (Master in Business Administration), studiare nel programma di psicologia di comunità della NLU, o entrare nel campo della salute e dei servizi umani a livello di laurea, di master o di Dottorato.
Il Kendall College della National Louis University offre preparazione per una carriera nelle arti culinarie, nella panificazione e pasticceria e nella gestione dell'ospitalità. Il Kendall College combina una miscela di istruzione accademica tradizionale con esperienza pratica in loco, che mira a preparare al massimo i suoi studenti a passare senza intoppi alle carriere scelte. Il Kendall College della NLU si è trasferito in strutture nuovissime in Michigan Avenue, nel centro di Chicago, nell'estate del 2020.
La National Louis University offre il programma Professional Assistance Center for Education (P.A.C.E.), un programma post-secondario triennale progettato per soddisfare le esigenze di transizione dei giovani adulti con disabilità intellettive, di apprendimento e dello sviluppo multiple. Alcuni dei servizi che forniscono sono la preparazione al lavoro, le capacità di vita indipendente e lo sviluppo sociale.
Nell'ottobre 2014 la National Louis University ha firmato un corso di laurea 3 + 1 nel campo dei servizi umani con il College of DuPage. Il programma consente agli studenti di completare il loro programma quadriennale presso il campus del College of DuPage con docenti NLU. Gli studenti possono lavorare su un Associates of Applied Science Human Services Generalist o su un Associates of Applied Science in Addictions Counseling durante il loro piano quadriennale.

### Classifiche
| Classifica Università USA                                     | 293–381 |
| Classifica del Washington Monthly per le Università Nazionali | 31      |

Nel 2019 il U.S. News & World Report classificò la National Louis University al n. 195-258 posto delle migliori scuole di istruzione e la n. 328 come Top Performers on Social Mobility.

## La posizione centrale
L'università possiede e occupa dal secondo al sesto piano del centro cittadino di Chicago Peoples Gas Building nella Michigan Avenue nello storico Michigan Boulevard District, di fronte all'Art Institute of Chicago. Fu in alcune delle stanze prese in prestito dall'allora nascente Art Institute (nella sua precedente sede in Michigan Avenue a Van Buren) che l'università tenne le sue prime lezioni.
Nel dicembre 2018 la National Louis University acquistò un altro edificio noto come The Gage Building, in 18 S. Michigan Ave. La costruzione iniziò nel 2019 per creare la nuova sede delle arti culinarie e dei programmi di gestione dell'ospitalità del Kendall College.

## Ex alunni illustri
- Asheru,[33] musicista hip-hop
- Greg Baxtrom,[34] Cuoco americano
- Judy Erwin,[35] Rappresentante dello Stato dell'Illinois
- Linda Holmes,[36] Senatore dello Stato dell'Illinois
- LaVon Mercer (nato 1959), giocatore di basket americano-israeliano
- Glenford Eckleton Mitchell, membro giamaicano della Casa universale di giustizia, organo supremo di governo della Fede Bahá'í
- Betty Reed,[37] membro della Camera dei rappresentanti della Florida
- Sue Sinclair, (1932-2020), educatrice e velista di campionato
- Brandt Smith,[38] membro della Camera dei rappresentanti dell'Arkansas dal 2015
- David J. Steiner[39] (1965-2016) documentarista, educatore, scrittore, rabbino e attivista politico
- Lamont Robinson,[40] Camera dei rappresentanti dell'Illinois
- Mary Traffarn Whitney[41] (1852–1942), ministro, redattore, riformatore sociale, filantropo, conferenziere